# 埃乌尔
埃乌尔（法語：Éourres，法語發音：[euʁ]）是法国上阿尔卑斯省的一个市镇，属于加普区。

## 地理
埃乌尔（44°12'44"N, 5°41'57"E）面积26.47 平方千米，位于法国普罗旺斯-阿尔卑斯-蓝色海岸大区上阿尔卑斯省，该省份为法国东南部内陆省份，北起萨瓦省，西北接伊泽尔省，西南接德龙省，南至上普罗旺斯阿尔卑斯省，东北部与意大利接壤。
与埃乌尔接壤的市镇（或旧市镇、城区）包括：屈雷勒、雅布龙河畔努瓦耶、雅布龙河畔圣樊尚、梅乌日河畔巴雷、圣皮耶尔阿韦、萨莱朗、拉绍、比埃什-梅乌日河谷村。

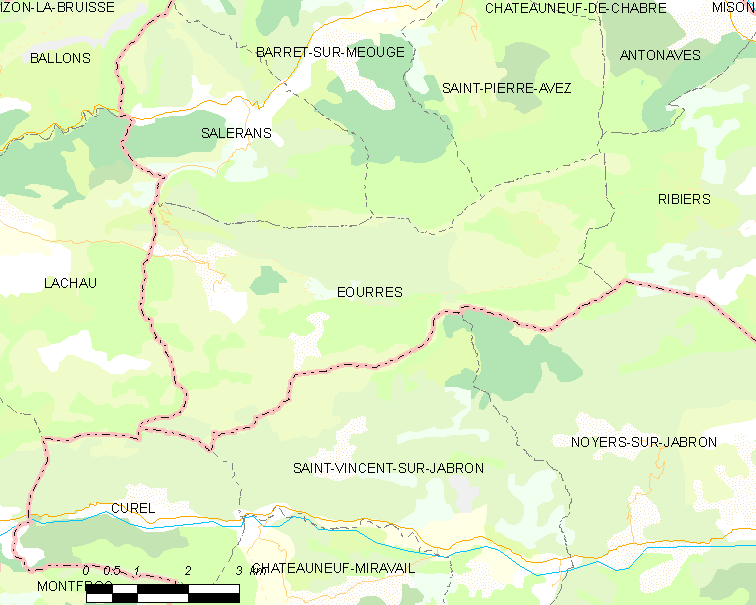
埃乌尔的OSM定位图

埃乌尔的时区为UTC+01:00、UTC+02:00（夏令时）。

## 行政
埃乌尔的邮政编码为05300，INSEE市镇编码为05047。

## 政治
埃乌尔所属的省级选区为拉拉涅蒙泰格兰县。

## 人口

1962-2008年间埃乌尔人口变化图示

埃乌尔于2022年1月1日时的人口数量为141人。